# Dudley Digges

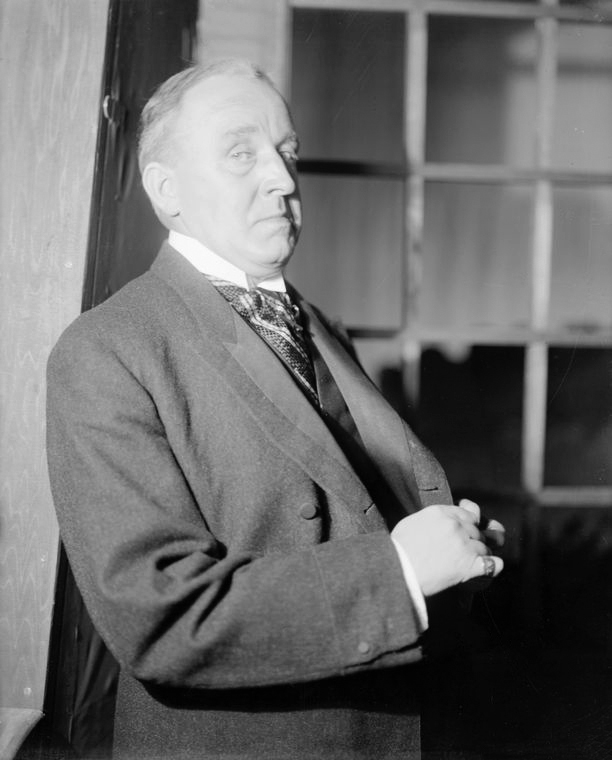
Dudley Digges im Theaterstück Heartbreak House (1920)

Dudley Digges (* 9. Juni 1879 in Dublin; † 24. Oktober 1947 in New York) war ein irisch-amerikanischer Film- und Theaterschauspieler.

## Leben
Dudley Digges begann seine Schauspielkarriere beim irischen Theater und war zeitweise Mitglied der Dublin’s Abbey Players, ehe er in den 1900er-Jahren in die Vereinigten Staaten auswanderte. Es folgte eine bis zu seinem Tod anhaltende, sehr erfolgreiche Karriere am Broadway. Von 1905 bis zu seinem Tod wirkte er an in über 60 Produktionen mit, sowohl als Schauspieler als auch als Produzent. Besonders häufig spielte Digges mit dem damaligen Theaterstar George Arliss, bei dessen Theaterstücken er auch über viele Jahre als Inspizient tätig war. Einen seiner größten Theatererfolge hatte Digges in der US-Premiere von Ferenc Molnárs Stück Liliom im Jahr 1921. Seinen ersten Film Flucht von der Teufelsinsel drehte der Charakterdarsteller mit der Halbglatze allerdings erst 1929, mit Beginn des Tonfilmes, als er bereits 50 Jahre alt war. Insgesamt übernahm Digges anschließend meist größere Nebenrollen in insgesamt 40 Filmen bis 1946.
Obwohl Digges eine Vielzahl unterschiedlicher Charaktere glaubwürdig verkörpern konnte, spielte er besonders häufig unsympathische Figuren wie den brutalen Hausmeister in The Mayor of Hell (1933) neben James Cagney. In der ersten Verfilmung von The Maltese Falcon aus dem Jahre 1931 spielte er die Rolle des Caspar Gutman, die in später John Hustons Die Spur des Falken von Sydney Greenstreet übernommen wurde. Im Horrorklassiker Der Unsichtbare (1933) übernahm Digges die Rolle des Polizeichefs, der die Titelfigur des Filmes jagt. Zu seinen weiteren Auftritten gehörten der einbeinige Schiffsarzt Bacchus im oscarprämierten Abenteuerfilm Meuterei auf der Bounty (1935) sowie ein chinesischer General in Der General starb im Morgengrauen (1936). Bis zum Jahre 1942 drehte er regelmäßig weitere Filme in Hollywood, ehe er sich wieder hauptsächlich dem Theater zuwandte. Sein letzter Film The Searching Wind erschien 1946, am Broadway spielte er sogar noch bis in sein Todesjahr.
Dudley Digges war von 1907 bis zu ihrem Tod im August 1947 mit seiner Schauspielkollegin Mary Roden Quinn verheiratet. Nur zwei Monate nach seiner Frau starb er im Alter von 68 Jahren an einem Schlaganfall. Die New York Times schrieb in ihrem Nachruf auf Digges: „Wenige Charakterdarsteller erreichen Großartigkeit. Sie tendieren dazu, in eine Kategorie von Figur hineinzurutschen. Dudley Digges tat das nie. Mit scheinbar problemloser Perfektion konnte er jede Rolle vermenschlichen, in die er besetzt wurde.“

## Filmografie
- 1929: Flucht von der Teufelsinsel (Condemned!)
- 1930: Outward Bound
- 1931: The Maltese Falcon
- 1931: Alexander Hamilton
- 1931: Devotion
- 1931: The Rulling Voice
- 1932: Der Rächer des Tong (The Hatchet Man)
- 1932: The Strange Case of Clara Deane
- 1932: Roar of the Dragon
- 1932: The First Year
- 1932: Tess of the Storm Country
- 1933: Urlaub vom Thron (The King's Vacation)
- 1933: The Silk Express
- 1933: The Mayor of Hell
- 1933: The Narrow Corner
- 1933: Before Dawn
- 1933: Kaiser Jones (The Emperor Jones)
- 1933: Fury of the Jungle
- 1933: Der Unsichtbare (The Invisible Man)
- 1934: Massacre
- 1934: Das Leben geht weiter (The World Moves On)
- 1934: Caravan
- 1934: What Every Woman Knows
- 1934: I am a Thief
- 1935: A Notorious Gentleman
- 1935: Abenteuer im Gelben Meer (China Seas)
- 1935: The Bishop Misbehaves
- 1935: Meuterei auf der Bounty (Mutiny on the Bounty)
- 1935: Kind Lady
- 1935: Three Live Ghosts
- 1936: The Voice of Buggle Ann
- 1936: Kein Alibi für den Staatsanwalt (The Unguarded Hour)
- 1936: Der General starb im Morgengrauen (The General Died At Dawn)
- 1936: Die zweite Mutter (Valiant Is the Word for Carrie)
- 1937: Der Liebesreporter (Love is News)
- 1939: Raffles
- 1939: The Light That Failed
- 1940: The Fight for Life
- 1942: Abenteuer in der Südsee (Son of Fury)
- 1946: The Searching Wind